# Charles de Sivry
Louis Charles Erhard de Sivry dit Charles de Sivry (1848-1900) est un compositeur, chef d'orchestre et musicien français, proche du milieu artistique montmartrois fin de siècle.

## Biographie
Né au 43 rue de Miromesnil à Paris, Charles de Sivry est le fils de Pierre Louis de Sivry, mort en 1849, et d'Antoinette-Flore Chariat, qui est professeur de piano et à qui Frédéric Chopin avait donné quelques leçons,,. Sa mère se remarie à Théodore Jean Mauté : le couple a une fille, Mathilde Sophie Marie Mauté (1853-1914), qui épousera Paul Verlaine en août 1870 et lui donnera un fils, Georges Verlaine.
Après avoir été élève au lycée Chaptal, il entre au Conservatoire dans la classe d'Alexandre Chevillard (1811-1877) pour le violoncelle. Très indiscipliné, il est renvoyé puis placé par son beau-père dans le camp de la colonie pénitentiaire de Mettray, avant d'être embauché dans une compagnie d'assurances comme simple employé aux écritures. Il travaille ensuite pour un agent de change qui se suicide le jour de la faillite des Frères Pereire. 
Abandonnant la comptabilité, il embrasse alors la carrière de musicien. Il prend la succession d'Olivier Métra à la direction du bal Robert au 58 boulevard Rochechouart. En 1867, lors de l'exposition universelle, il dirige la troupe de musiciens hongrois se produisant au pavillon de la brasserie Fanta : la musique tzigane le marque profondément.
Il fait alors la connaissance d'Edmond Lepelletier, ami d'enfance de Paul Verlaine : ils se mettent à fréquenter le salon de Nina de Callias au 17 rue Chaptal où il se lie aux musiciens Emmanuel Chabrier et Ernest Cabaner. Avec Verlaine et Cabaner, ils vont tous les mois à partir de 1869 aux dîners des Vilains Bonshommes, rive Gauche, où se réunissent les parnassiens. Il présente sa sœur utérine, Mathilde, à Verlaine qui l'épouse.
En mai 1871, Sivry épouse Emma Comiot, artiste dramatique, à la mairie du 5e arrondissement avec pour témoins les époux Verlaine et les trois frères Cros ; le couple aura quatre enfants.
Resté à Paris durant la Commune, employé aux archives de la Commune, il est fait prisonnier par les Versaillais et enfermé durant l'été au camp de Satory :   durant son séjour, un garde national cherchait un professeur de piano pour son fils de neuf ans ; Sivry lui conseilla sa propre mère, Antoinette, qui donna des leçons de piano au jeune... Claude Debussy.
En octobre-novembre 1871, il participe aux soirées zutistes : lui et Verlaine avaient accueilli Rimbaud venu de Charleville fin septembre et le logèrent rue Nicolet. Sivry reçoit le surnom de « Sivroche ».
À partir de 1874, il fait représenter dans des petits théâtres quelques opérettes et pantomimes de sa composition, dont Le Rhinocéros et son enfant et Le Vicomte de Chrysocale (Délassements-Comiques, 3 septembre 1874 et 22 octobre 1874), Jolicœur (1877), Un Grand Prix de Rome (Folies-Marigny, 18 février 1879). Il est par ailleurs gérant des derniers volumes de la revue Paris à l'eau-forte (1875-1876).
Fin 1875, Verlaine confie à Sivry le manuscrit des Illuminations pour qu'il les mette en musique : ce projet n'aboutit pas.
En 1878, il compose avec Antoine Cros, qui se disait roi d'Araucanie et de Patagonie La légende d’Hiram, un spectacle franc-maçonnique donné à la salle des fêtes du Trocadéro. 
Il fréquente le cabaret du Chat noir dès 1881 et se lie à Rodolphe Salis. Il est l'un des premiers à y introduire tout un répertoire de chansons oubliées qu'il est allé dénicher principalement en Bretagne et dont il publiera le recueil. En 1891, il y donne deux compositions sur des livrets de Maurice Donnay et des motifs projetés conçus par Henri Rivière ; il se lie à Paul Delmet et Coquelin Cadet. Pour le Chat noir encore, il conçoit des spectacles de théâtre d'ombre.
Il est le pianiste du cabaret des Quat'z'Arts et tient la chronique « Souvenirs sans regrets » dans le journal qu'édite le cabaret. 
Après avoir participé aux tournées que Rodolphe Salis organisait pour promouvoir (« réclamer ») son cabaret dans les principales villes de province, il devient en 1898 l'accompagnateur attitré de Théodore et Léna Botrel dans un grand vagabondage musical à travers la France et la Belgique, au bénéfice de nombreuses œuvres caritatives. 
Il meurt en 1900 à son domicile, 38 rue des Abbesses.

## Œuvre

### Opérettes
- Le Rhinocéros et son enfant, opérette-bouffe en 1 acte, livret de Saint-Fargeau, 1874.
- Le Vicomte de Chrysocale, opérette, livret de Frédéric Dharmenon et Gaston Escudier, 1874.
- Le Ménage Pavernay, opérette en 1 acte, livret d'Adrien et Georges Thalray, 1875.
- Jolicœur, opérette en 1 acte, 1877.
- Tous gentilshommes, opérette en 1 acte, 1877.
- Un grand prix de Rome, comédie en 1 acte de Dubas, 1879.
- La Rédemption d'Istar, drame lyrique en 2 parties, livret de Eugène Bertol-Graivil, 1879.
- Aveugle par amour, opérette en 1 acte, livret de Bertol-Graivil, 1883.
- Agamemnon, tragédie d'Eschyle, adaptation française d'Henri de Bornier, musique grecque reconstituée par Charles de Sivry, Opéra de Paris, 26 janvier 1886.
- Le Miracle de Saint Nicolas, mystère en 3 actes et 4 tableaux de Gabriel Vicaire, 1891.
- La Petite Princesse, opérette en 1 acte, livret de Bertol-Graivil, 1893.
- Mise en musique des chansons de Théodore Botrel : le Tailleur de granit - la Dernière Écuelle - Briseurs de calvaire - la Complainte du Roi d'Ys - la Cloche d'Ys - la Chasse aux loups - Les loups bretons - Celui qui frappe - Bretons têtus...

### Ballets
- Les Actrices pour rire, ballet en 3 actes de Félix Savard et Georges Numa, 1874.
- L'Avare et son trésor, pantomime en 1 acte de P. Legrand et Bouvret, musique avec Paul Delmet, 1890.
- Idylle, revue en un acte, livret et décor pour le Chat noir, de Fernand Fau, 1890.
- Le Cœur de Sîtâ, grand ballet-pantomime en 3 actes et 8 tableaux avec chœurs et soli, livret de G. de Barrigue de Fontainieu, 1891.
- Les Faux Vieillards, pantomime en 1 acte de Guillaume Livet,1891.
- Les Images, pantomime en 2 actes de Guillaume Livet, Hubert et Minet, 1893.
- Joséphine elle est malade, pantomime en 1 acte de Georges Courteline, 1894.

### Publications
- Méthode élémentaire de mandoline, Paris, L. Billaudot, 1881 — lire en ligne.
- Le Prêtre, monocoquelogue dit par Coquelin Cadet, Bruxelles, Henry Kistemaeckers, 1883.
- Phryné. Scènes grecques, Paris, Paul Ollendorff, 1894.
- Certitude : fantaisie en prose, Paris, Tresse et Stock, 1894.
- Une affaire d'honneur. Monologue, Paris, Stock, 1910.
- Trop pressé. Monologue, Paris, Stock, 1910.
- Chansons de France, recueillies et harmonisées par Charles de Sivry, A. Quinzard, 1910.